# Heping (Tianjin)

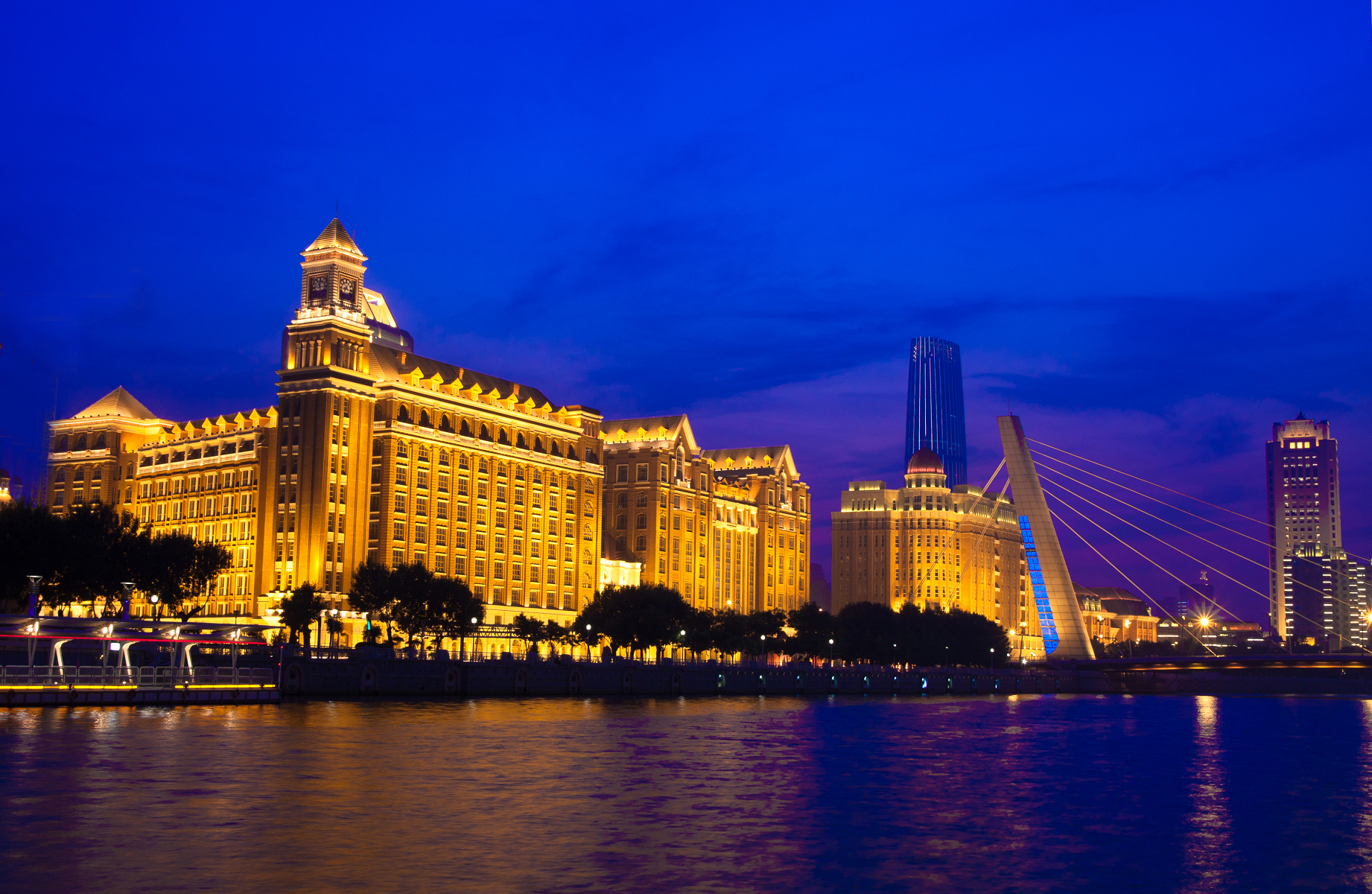
Der Stadtbezirk Heping

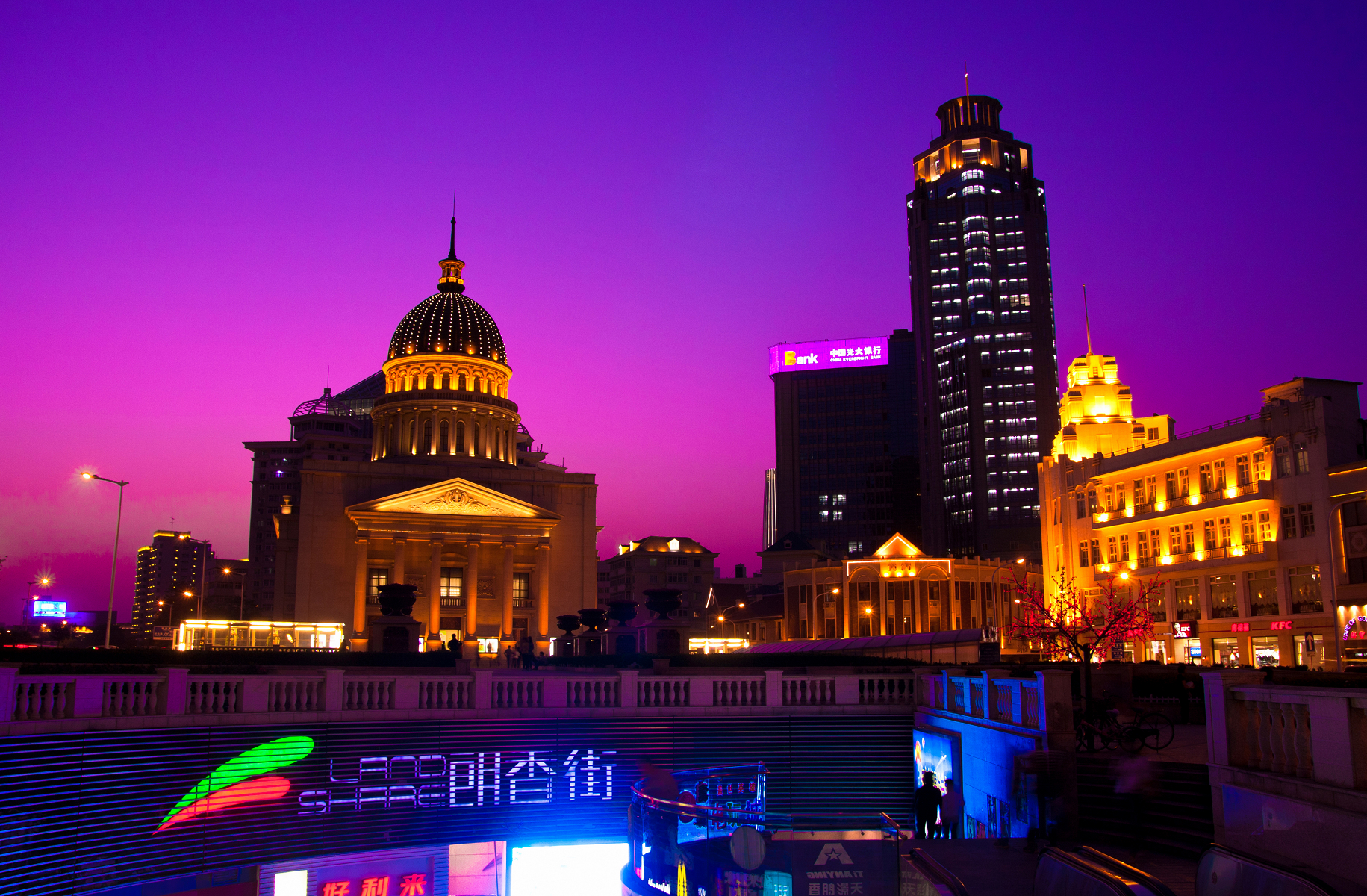
Skyline Hepings

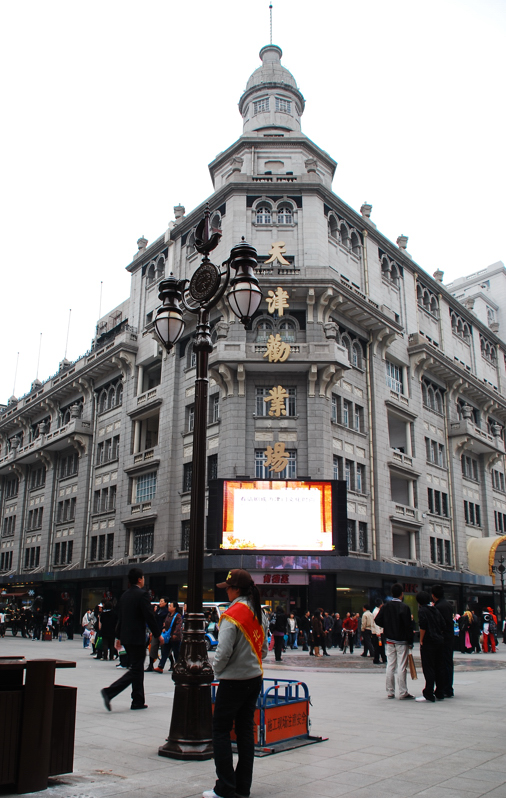
Straße vor dem Quanyechang Basar in Heping

Der Stadtbezirk Heping (和平区; Pinyin: Hépíng Qū) gehört zum Verwaltungsgebiet der regierungsunmittelbaren Stadt Tianjin in der Volksrepublik China. Er liegt im Zentrum von Tianjin. Die Fläche beträgt 10 Quadratkilometer und die Einwohnerzahl 355.000 (Stand: Zensus 2020).
Im Stadtbezirk Heping befinden sich das Astor Hotel, der Tianjin Quanyechang Basar, die Yien Yieh Commercial Bank und das Französische Industrielle Trainingszentrum, welche auf der Denkmalliste der Volksrepublik China stehen.